# Hermann Haller
Herman Haller (Varaždin, 28. ožujka 1875. — Varaždin, 23. veljače 1953.), hortikulturnik i upravitelj Gradskoga groblja u Varaždinu.
Sin je prvoga upravitelja varaždinskog groblja Josipa Matušina, a posinak drugoga upravitelja, Stjepana Hallera. U Varaždinu je izučio krojački zanat, a potom je po Europi proučavao vrtnu arhitekturu austrijskih i njemačkih gradova. Nakon povratka u Varaždin, 1905. nasljeđuje očuha i postaje upraviteljem groblja u Varaždinu koje uređuje u francuskom stilu (po uzoru na versaillesku vrtnu arhitekturu). Zahvaljujući njemu i njegovim nasljednicima varaždinsko je groblje postalo prepoznatljivo diljem Europe.